# 징푸호

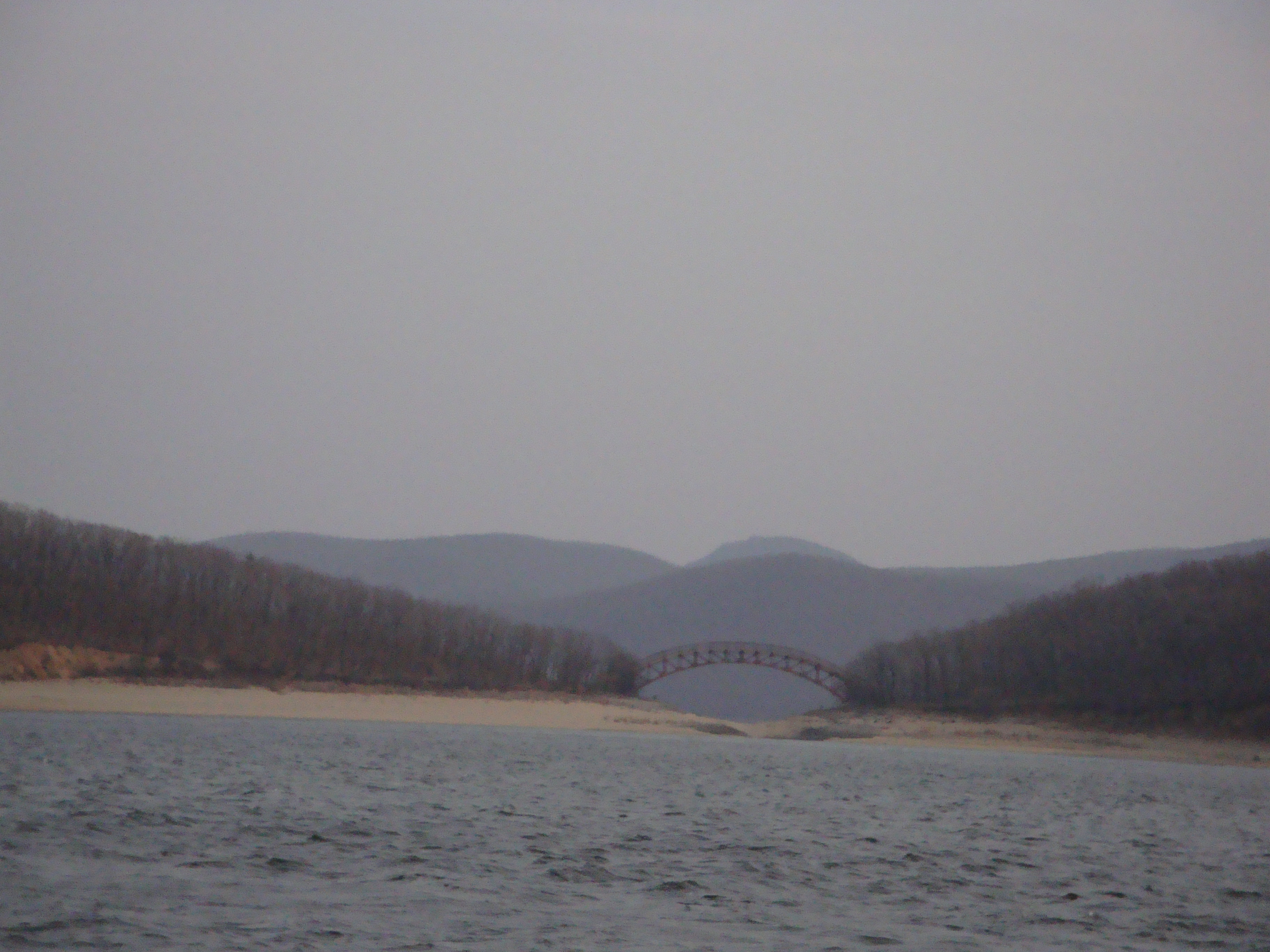
징푸호

징푸호(중국어: 鏡泊湖, 병음: Jìngpō Hú)는 중국 헤이룽장성 닝안시의 완다산맥에 있는 무단강 상류에 위치한 호수이다. 예전의 이름은 무단강의 옛이름(忽汗河)과 같은 '홀한해'(忽汗海)였고, 지금 호수의 이름은 "거울 호수"를 의미한다.
호수는 역S자형으로 남북 길이는 45km이고 평균 너비는 2~3km, 가장 넓은 곳은 6km이다. 총 면적은 90km2이고 저수량은 16억 입방미터이다. 호수의 남쪽은 얕고 북쪽은 깊으며 최대 수심은 60m이다. 호수는 약 1만 년 전의 화산 폭발로 무단강의 흐름이 막히면서 생성되었다. 수력자원이 풍부해 1930년대부터 징푸호발전소와 징푸호제2발전소가 차례로 건설되었다.
강의 북쪽에는 호수에 의해 형성된 높이 40m의 댜오수이러우 폭포가 있다. 호수는 구이린처럼 석회암 절벽으로 유명하고 40종의 물고기와 민물 산호가 서식한다.